# Nathan (futebolista, 2002)
Nathan Gabriel de Souza Mendes (Caçapava, 19 de agosto de 2002), mais conhecido apenas como Nathan é um futebolista brasileiro que atua como lateral-direito. Atualmente defende o Red Bull Bragantino.

## Carreira

### São Paulo
Nathan nasceu em Caçapava, município do estado de São Paulo. Iniciou sua trajetória no São Paulo em 2014, onde ficou até 2016. Depois, passou pelas bases do Tigres do Brasil em 2017 e do América de Teófilo Otoni em 2018, retornando ao Tricolor nesse mesmo ano. Nas categorias de base do clube, conquistou o Campeonato Paulista e a FAM Cup, ambos 2019 e pelo Sub-17.
Na época onde Fernando Diniz era o treinador do clube, Nathan participou de vários treinos pelo profissional. Mas foi apenas em abril de 2021 que foi pela primeira relacionado a um jogo, a vitória por 3–0 sobre o Ituano no Campeonato Paulista, sob o comando de Hernán Crespo, onde integrou o elenco campeão da competição. Também foi inscrito no elenco que iria despertar a Libertadores na temporada, além de fazer sua estreia profissional na derrota para o 4 de Julho por 3–2, em jogo válido pela ida da terceira fase da Copa do Brasil, entrando no segundo tempo no lugar de Vitor Bueno. Com a falta de opções na ala direita, Nathan integrou o elenc principal em alguns jogos durante a temporada, revezando-se com o Sub-20.
No início da temporada de 2022, Nathan foi promovido ao elenco principal de forma permanente pelo técnico Rogério Ceni e em 26 de fevereiro, foi inscrito para disputar o Campeonato Paulista. Disputou oito jogos da Copa São Paulo antes e um pelo profissional (vitória por 2–1 sobre o Botafogo-SP, onde concedeu uma assistência para o primeiro gol do São Paulo feito por Emiliano Rigoni) Todavia, por ser a quarta opção do elenco, foi cogitada sua volta ao Sub-20, fato recusado pelo atleta por achar que já devia iniciar a carreira profissional.

### Coritiba
Sem espaço, foi emprestado ao Coritiba, que anunciou seu empréstimo em 13 de abril de 2022, válido até março de 2023. Nathan chegou para suprir o lugar de Warley, titular da posição que havia lesionado-se e não tinha prazo de retorno. Nathan fez sua estreia pelo Coxa em 4 de junho na 9ª rodada do Campeonato Brasileiro de 2022 no empate de 1–1 com o Ceará, atuando por 70 minutos.
Devido às lesões no São Paulo somado a falta de opções para o setor direito do time, o clube pediu seu retorno antes do fim do período de empréstimo. Foram 14 partidas disputadas pelo Coxa, com o Coritiba recebendo uma compensação financeira pelo negócio ter sido desfeito antes do prazo final mais a ida de Igor Liziero em troca.

### Retorno ao São Paulo
Foi reintegrado ao elenco em fevereiro de 2023, onde disputou o Campeonato Paulista e atuou em seis partidas. Um dia após a eliminação da competição, em 14 de março, renovou seu contrato até 31 de dezembro de 2024. Reestreou na vitória por 3 a 1 sobre o Santos, em 13 de fevereiro de 2023.
Marcou o único gol da derrota para o Cuiabá por 2–1 na 16ª rodada do Campeonato Brasileiro, em 22 de julho de 2023.
Na temporada de 2023, Nathan atuou em 32 partidas com um gol e uma assistência na temporada, participando da conquista da Copa do Brasil. Em 9 de janeiro de 2024, o São Paulo anunciou sua transferência ao Red Bull Bragantino. Foram 34 partidas, um gol e duas assistências somando com a passagem anterior e além da Copa do Brasil, também integrou o elenco campeão do Paulista de 2021.

### Red Bull Bragantino
No mesmo dia que despediu-se do São Paulo, Nathan foi anunciado pelo Bragantino. Assinou contrato até o fim de 2028 com o Massa Bruta, com o clube pagando 1 milhão de euros (5 milhões de reais) por 50% de seu passe.
Logo em sua primeira partida como titular marcou seu primeiro gol pelo clube na vitória diante da Portuguesa por 2–1 em partida da 2ª rodada do Campeonato Paulista, em 24 de janeiro.

## Títulos

### São Paulo

#### Base
- Campeonato Paulista Sub-17: 2019
- FAM Cup Sub-17: 2019

#### Profissional
- Campeonato Paulista: 2021
- Copa do Brasil: 2023